# Infobitt
Infobitt é um projeto de Larry Sanger que busca desenvolver um agregador de notícias colaborativo. Infobitt organiza notícias em "bitts" (coleções de fatos vindos de fontes de notícias) que são contribuídos e editados por usuários. Bitts são classificados em categorias, e em todo momento, dez bitts são rotulados o atual "Top Stories". De acordo com Sanger, Infobitt será conteúdo aberto.